# Champions Chess Tour 2022
Die Meltwater Champions Chess Tour 2022 war eine Serie von über das Internet veranstalteten Schnellschachturnieren, die von Februar bis November 2022 stattfand. Gesamtsieger der Tour wurde wie im Vorjahr der Norweger Magnus Carlsen.

## Hintergrund
Anfang 2020 rief Weltmeister Magnus Carlsen die Magnus Carlsen Chess Tour ins Leben, weil aufgrund der COVID-19-Pandemie der Sportbetrieb weltweit größtenteils zum Erliegen kam. Da diese Turnierserie sowohl bei den Spielern als auch bei den Fans hervorragend ankam, gab es 2021 eine Neuauflage des Turniers.
Da auch diese Neuauflage ein voller Erfolg gewesen war, wurde in Absprache mit dem Schachweltverband FIDE und den Organisatoren der großen etablierten Schachturniere ein Zeitplan für 2022 erarbeitet.
Der norwegische Fernsehsender TV 2 schloss einen Fünf-Jahres-Vertrag für die Übertragungsrechte der Turniere ab.

## Regeln

### Tourverlauf
Die Turnierserie bestand aus neun Turnieren, die am 19. Februar 2022 beginnen und am 20. November 2022 endeten. Es gab sechs reguläre Turniere und drei Major-Turniere, von denen eins das Finale war.

### Turnierstruktur
Die regulären Turniere hatten acht Spieltage und die Major-Turniere hatten sieben Spieltage. Während der gesamten Saison gab es drei Serien mit zwei regulären Turnieren, denen ein Major-Turnier folgte.

### Bedenkzeiten
Bei den Partien handelte es sich zunächst um Schnellschachpartien mit einer Bedenkzeit von 15 Minuten pro Spieler plus 10 Sekunden Inkrement ab dem ersten Zug. Eventuell nötige Blitzpartien wurden mit fünf Minuten Bedenkzeit pro Spieler und einem Inkrement von drei Sekunden ab dem ersten Zug gespielt. Die Armageddon-Partien wurden mit fünf Minuten Bedenkzeit für Weiß und vier Minuten für Schwarz gespielt. Es gab kein Inkrement und im Falle eines Remis wurde die Partie als Gewinnpartie für Schwarz gewertet.
Remis durfte in den ersten 40 Zügen nicht angeboten werden, es sei denn es handelte sich um ein Remis, welches die Schachregeln vorschreiben, wie etwa Patt oder Zugwiederholung.

## Preisgeld
Das Gesamtpreisgeld der Tour betrug 1.600.000 $.
Die Verteilung der Preisgelder war wie folgt:
Bei den Regular-Turnieren gab es ein Preisgeld von 120.000 $ und bis zu 30.000 $ Bonus pro Veranstaltung.
In der Vorrunde gab es für jeden Sieg drei Punkte, bei einem Remis einen Punkt für jeden Spieler und für eine Niederlage null Punkte. Jeder Punkt der Vorrunde war 250 $ wert, sodass es für einen Sieg 750 $, für ein Remis 250 $ und für eine Niederlage 0 $ für die Spieler gab.
Da bei Remispartien nur 500 $ Preisgeld ausgezahlt wurden, kamen die restlichen 250 $ in einen Bonuspreisfond, der am Ende der Serien an die Spieler basierend auf ihren Leistungen verteilt wurde.
In der Finalrunde wurde ein Preisgeld von 60.000 $ wie folgt verteilt:
| Gewinner                | 25.000 $ |
| Zweiter                 | 15.000 $ |
| Verlierer Halbfinale    | 6.000 $  |
| Verlierer Viertelfinale | 2.000 $  |

Bei den Major-Turnieren gab es ein Preisgeld von 210.000 $.
Für einen Sieg gab es 7500 $, wenn es keinen Tiebreak gab. Im Falle eines Tiebreaks bekam der Gewinner 5000 $ und der Verlierer 2500 $.
Falls ein Spieler weniger als zwei Punkte erzielte, garantierte der Veranstalter dem Spieler 5000 $. Dieser Betrag wurde jedoch nicht in die Tour-Wertung aufgenommen.
Am Ende der Saison wurden dem Gesamtsieger der Tour und den Spielern zusätzliche Preise auf der Grundlage verschiedener Leistungen verliehen.
Der Tour-Gesamtsieger erhielt 50.000 US-Dollar.
Ein Saisonbonus-Preisfonds begann mit 20.000 $ und erhöhte sich, wie oben erwähnt, um 250 $ für jedes gezogene Spiel in den Vorrunden aller Stammspieler. Wenn alle Spiele in den Vorrunden der Regulars remis ausgingen, betrug der Preisfonds 200.000 $. Der Preisfonds wurde am Ende der Saison basierend auf verschiedenen Leistungsprämien, die vom Veranstalter vor dem ersten Event bekannt gegeben wurden, an die Spieler verteilt.

## Übertragungen
Der norwegische Fernsehsender TV 2 hatte für die nächsten fünf Jahre die Rechte für die Übertragung der Tour erworben.
Die Turniere wurden auch bei chess24.com in mehreren Sprachen übertragen.

## Turniere
Insgesamt bestand die Tour aus neun verschiedenen Turnieren und endete mit einem Finalturnier im November 2022.
| Turnier                    | Zeitraum                   | Dotierung | Teilnehmerzahl | Sieger             |
| -------------------------- | -------------------------- | --------- | -------------- | ------------------ |
| Airthings Masters          | 19. bis 27. Februar 2022   | 150.000 $ | 16             | Magnus Carlsen     |
| Charity Cup                | 19. bis 26. März 2022      | 150.000 $ | 16             | Magnus Carlsen     |
| Oslo Esports Cup           | 22. bis 28. April 2022     | 210.000 $ | 8              | Jan-Krzysztof Duda |
| Chessable Masters 2022     | 19. bis 26. Mai 2022       | 150.000 $ | 16             | Ding Liren         |
| FTX Road to Miami          | 28. Juni bis 6. Juli 2022  | 150.000 $ | 16             | Lewon Aronjan      |
| FTX Crypto Cup 2022        | 1. bis 9. August 2022      | 210.000 $ | 8              | Magnus Carlsen     |
| Julius Baer Generation Cup | 17. bis 25. September 2022 | 150.000 $ | 16             | Magnus Carlsen     |
| Aimchess Rapid             | 14. bis 22. Oktober 2022   | 150.000 $ | 16             | Jan-Krzysztof Duda |
| Finale                     | 11. bis 20. November 2022  | 210.000 $ | 8              | Magnus Carlsen     |

## Tourwertung

### Qualifikation
Zum ersten Turnier wurden die Spieler nach freiem Ermessen der Organisatoren eingeladen.
Für die weiteren Regular-Turniere qualifizierten sich jeweils die besten acht Spieler des vorherigen Turniers, unabhängig, ob es ein Regular- oder Majorturnier war. Die weiteren Plätze wurden durch Wildcard vergeben. Plätze von qualifizierten Spielern, die nicht am Turnier teilnahmen, wurden durch Wildcards ersetzt.
Für die Major-Turniere qualifizierten sich die Finalteilnehmer der beiden vorhergehenden Regular-Turniere, die zwei Führenden der Tourgesamtwertung und zwei Plätze wurden durch Wildcards vergeben. Plätze von qualifizierten Spielern, die nicht am Turnier teilnahmen, wurden auch hier durch Wildcards ersetzt.
Durch seinen Sieg beim Finale der Julius Baer Challengers Chess Tour hatte sich der Inder R. Praggnanandhaa als Erster für die Champions Chess Tour 2022 qualifiziert.

### Punkteverteilung
Die Turnierwertung orientierte sich an den Preisgeldern.
| Tourwertung | Tourwertung          | Tourwertung       | Tourwertung | Tourwertung      | Tourwertung       | Tourwertung       | Tourwertung         | Tourwertung                | Tourwertung    | Tourwertung | Tourwertung |
| Pos         | Name                 | Airthings Masters | Charity Cup | Oslo Esports Cup | Chessable Masters | FTX Road to Miami | FTX Crypto Cup 2022 | Julius Baer Generation Cup | Aimchess Rapid | Tour-Finale | Gesamt      |
| ----------- | -------------------- | ----------------- | ----------- | ---------------- | ----------------- | ----------------- | ------------------- | -------------------------- | -------------- | ----------- | ----------- |
| 1           | Magnus Carlsen       | 31.250            | 32.250      | 30.000           | 13.000            | -                 | 40.000              | 33.500                     | 12.500         | 50.000      | 242.500     |
| 2           | Jan-Krzysztof Duda   | 4.250             | 20.750      | 35.000           | -                 | 13.000            | 27.500              | 5.000                      | 32.000         | 25.000      | 162.500     |
| 3           | R. Praggnanandhaa    | 4.750             | 5.250       | 30.000           | 21.250            | -                 | 37.500              | 7.750                      | -              | 22.500      | 129.000     |
| 4           | Lê Quang Liêm        | 7.500             | 14.000      | 32.500           | -                 | -                 | 30.000              | 11.500                     | -              | 27.500      | 123.000     |
| 5           | Anish Giri           | 5.250             | -           | 22.500           | 13.250            | 8.000             | 17.500              | 5.250                      | 5.000          | 15.000      | 91.750      |
| 6           | Şəhriyar Məmmədyarov | 4.250             | -           | 27.500           | 7.500             | 4.500             | -                   | -                          | 21.750         | 15.000      | 80.500      |
| 7           | Lewon Aronjan        | 5.250             | -           | -                | -                 | 30.500            | 20.000              | 7.250                      | -              | -           | 63.000      |
| 8           | Arjun Erigaisi       | -                 | -           | -                | -                 | 9.750             | -                   | 21.250                     | 8.750          | 22.500      | 62.250      |
| 9           | Ding Liren           | 7.500             | 11.750      | -                | 31.250            | -                 | -                   | -                          | -              | -           | 50.500      |
| 10          | Jorden van Foreest   | -                 | 8.750       | 25.000           | 4.250             | -                 | -                   | -                          | -              | -           | 38.000      |
| …           | …                    |                   |             |                  |                   |                   |                     |                            |                |             |             |
| 16          | Vincent Keymer       | 7.500             | -           | -                | -                 | -                 | -                   | 11.750                     | 4.750          | -           | 24.000      |

- Die Spieler hatten an dem Turnier nicht teilgenommen.